# Ловен сезон 3
„Ловен сезон 3“ (на английски: Open Season 3) е американски компютърно-анимационен филм от 2010 г. Това е продължение на анимационния филм „Ловен сезон“, издаден през 2006 година.